# Симфонический оркестр Олбани
Симфонический оркестр Олбани (англ. Albany Symphony Orchestra) — американский симфонический оркестр, базирующийся в городе Олбани, столице штата Нью-Йорк. Основан в 1930 г., первоначально как любительский Народный оркестр Олбани (англ. People's Orchestra of Albany), первый концерт состоялся 14 апреля 1932 г. С постепенной профессионализацией коллектива он получил в 1935 г. нынешнее название.
Оркестр считается специализирующимся на новейшей американской музыке — в особенности благодаря проработавшему с ним более 20 лет Джулиусу Хедьи.

## Музыкальные руководители
- Джованни Франческо Карабелла (1930—1938)
- Рудольф Томас (1939—1944)
- Оле Виндингстад (1945—1947)
- Эдгар Кёртис (1948—1964)
- Джулиус Хедьи (1965—1987)
- Джеффри Саймон (1987—1991)
- Дэвид Алан Миллер (с 1992 г.)